# Bienvenue en France
Bienvenue en France est une stratégie d'attractivité des étudiants internationaux, associée à un label pour les établissements d'enseignement supérieur qui mettent en œuvre certaines mesures d'accueil des étudiants étrangers prévues dans un plan gouvernemental annoncé en 2018. Une des mesures très décriée de ce plan a augmenté significativement les frais d'inscription des étudiants extracommunautaires, qui pouvaient précédemment venir faire leurs études dans des universités françaises au même tarif que les Français. L'objectif annoncé contraste avec les mesures de  durcissement des conditions d’accès aux étudiants étrangers prises ou proposées depuis 2018. 

## Mesures

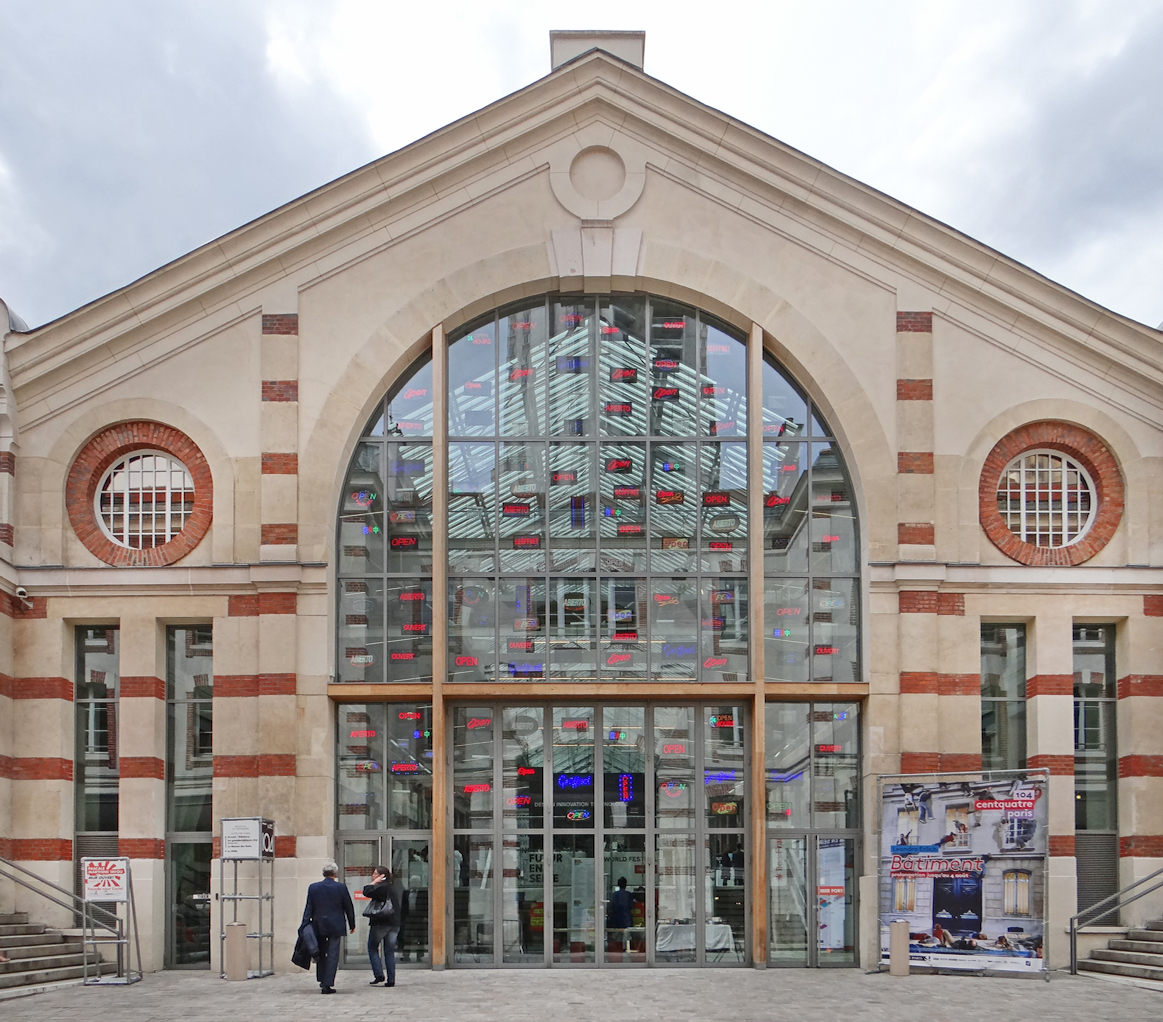
Le Centquatre, où ont eu lieu les Rencontres universitaires de la francophonie 2018.

Le plan est annoncé par Édouard Philippe lors des Rencontres universitaires de la francophonie en 2018. Sa « stratégie d’attractivité pour les étudiants internationaux » a comme objectif de presque doubler d'ici à 2027 le nombre d'étudiants internationaux. Pour mieux accueillir, les droits d’inscription des étudiants extracommunautaires sont fortement augmentés (une mesure préconisée dans un rapport de France stratégie, mais écartée par le précédent gouvernement), et le nombre de bourses (aide financière ou exonération) est doublé, en priorité en direction des pays du Maghreb et d’Afrique. Le label pour les établissements, Bienvenue en France, est doté de 10 millions d’euros pour des actions bénéficiant aux étudiants étrangers : cours de français langue étrangère (FLE), cursus en anglais. D'autres mesures doivent faciliter la délivrance de visas étudiants, et faciliter certaines démarches administratives.
Selon le plan de communication gouvernementale, des « frais d'inscription différenciés (...) apporteront plus d'équité ». La mesure d'augmentation des frais est publiée au journal officiel en avril 2019: elle ne concerne plus les doctorants,,, mais les étudiants extra-européens doivent payer des frais  de 2 770 € en licence et de 3 770 € en master, quinze fois plus que les étudiants de l’Union européenne. Le décret précise les conditions d'exonération (« situation personnelle » ou réponse « aux orientations stratégiques de l’établissement »).
En octobre 2019, le Conseil constitutionnel, saisi d’une question prioritaire de constitutionnalité par des associations étudiantes, décide que les droits d’inscription universitaires doivent rester « modiques »,,, mais le Conseil d’État valide en juillet 2020 l'arrêté augmentant les frais d'inscription.
Les mesures sont justifiées par deux principaux arguments : les candidats étrangers seraient plus fortement attirés par des études plus coûteuses, et donc perçues comme étant meilleure qualité ; et il serait « injuste et absurde » (selon Édouard Philippe) qu’un « étudiant étranger très fortuné qui vient en France paye le même montant qu’un étudiant français peu fortuné dont les parents résident, travaillent et payent des impôts en France depuis des années ».

## Application
Les mesures annoncées sont fortement combattues par les universitaires et entrainent des blocages dans certaines universités,,. La suppression des frais différenciés est demandée encore en 2023, au moment où de nombreux étudiants cherchent à fuir l'Afghanistan.
Une quinzaine d’universités (dont Paris-Sud, Strasbourg, Rennes-II, Toulouse Jean-Jaurès, Aix-Marseille, Angers et Paris-Nanterre) refusent au printemps 2019 de mettre en œuvre la hausse des frais d'inscription, en utilisant la possibilité d’exonération permise par le décret de 2013 à hauteur de 10% de leurs étudiants. D'autres universités gèrent les dossiers au cas par cas. Seules sept universités (sur 75 établissements) ont mis en place en 2019 les droits « différenciés » pour les étudiants étrangers. En 2022, moins de 7 % des étudiants étrangers ont payé le tarif d'inscription plein, ce qui a entrainé un manque à gagner de 308 millions d’euros selon la cour des comptes.
L'annonce initiale a cependant entrainé immédiatement une très forte diminution des inscriptions des étudiants africains à la rentrée 2019.
La procédure dématérialisée qui devait simplifier l’obtention d’un premier titre après visa ou le renouvellement d’un titre de séjour est largement défaillante.
En 2022, Emmanuel Macron annonce une nouvelle augmentation des droits d’inscription à l’université,. À la rentrée 2023, la France suspend les mobilités étudiantes avec les pays du Sahel touchés par des coups d’État militaires (Niger, le Mali et Burkina Faso), ce qui illustre, selon  Le Monde, que la France considère encore les étudiants étrangers comme de potentiels immigrés clandestins, plutôt que « comme une manne et un puissant outil d’influence ».
L'objectif d'accueillir 500 000 étudiants internationaux en 2027 contraste avec le projet de la loi immigration de 2024, qui, dans des mesures finalement censurées sur la forme, prévoyait un durcissement des conditions d’accès aux étudiants étrangers,,,. Le texte promulgué comporte de nombreuses mesures qui précarisent le droit au séjour et facilitent l'éloignement des personnes étrangères, y compris celles qui étudient.